# The New Deal for Artists (película)
The New Deal for Artists es una película de documental de 1976, dirigida por Wieland Schulz-Keil, que a su vez la escribió junto a Olaf Hansen, musicalizada por Bill Winnawer y los protagonistas son Nelson Algren, James Brooks y Howard Da Silva, entre otros. El filme fue realizado por WSK-Productions Inc. New York, se estrenó el 8 de septiembre de 1976.

## Sinopsis
El Proyecto de las Artes de la Administración de Proyectos de Trabajo fue una agencia del gobierno de Estados Unidos constituida para ayudar a escritores, personas del teatro, pintores, artistas de la escultura y fotógrafos, funcionó desde 1935 a 1942.